# Kh-25
Kh-25/Kh-25M (tiếng Nga: Х-; NATO:AS-10 'Kerry';GRAU:) là một dòng tên lửa không đối đất hạng nhẹ của Nga, với một loạt modun hệ thống dẫn đường và tầm bay đạt 10 km. Biến thể chống radar (Kh-25MP) được NATO gọi là AS-12 'Kegler' và có tầm bay đạt 40 km. Được thiết kế bởi Zvezda-Strela, Kh-25 được xuất phát từ phiên bản dẫn đường bằng laser của Kh-23 (AS-7 'Kerry'). Nó được kế tục bởi dòng Kh-38, nhưng Kh-25 tiếp tục được sử dụng phổ biến.

## Phát triển
Dựa trên một mẫu tên lửa không đối không, Kh-23 Grom trở thành tên lửa không đối đất đầu tiên của Liên Xô được trang bị cho các máy bay chiến đấu chiến thuật. Tuy nhiên, hệ thống dẫn đường chỉ huy-radio, điều khiển bởi phi công trên máy bay và cuộc thử nghiệm đầu tiên chỉ được diễn ra năm 1968, những cuộc thử nghiệm đã chứng minh việc sử dụng khó khăn trong thực hành. Vì vậy, một phiên bản với một đầu dò laser bán chủ động đã được phát triển - phiên bản này ban đầu được phương Tây đặt tên là Kh-23L, nhưng bây giờ lại được biết đến như mẫu Kh-25. Nó đi vào hoạt động trong giai đoạn 1973-1975. Nó được lắp đặt trên nhiều loại máy bay như MiG-27 'Flogger' và hình thành nền tảng của một dòng tên lửa, với nhiều loại mô-đun đầu dò khác nhau.
Kh-25MP (AS-12 'Kegler') là biến thể chống radar dựa trên Kh-23M, lần lượt xuất phát từ Kh-66, mà mô hình cơ bản cho dòng Kh-23. Thực tế, nó thay thế cho Kh-28 (AS-9 'Kyle').

## Thiết kế
Kh-25 rất giống với phiên bản sau của Kh-23, với cánh mũi và cánh thăng bằng dạng chữ thập.
Kh-25MP có 2 phiên bản trang bị là 1VP và 2VP.

## Lịch sử hoạt động
Kh-25 bắt đầu hoạt động trong không quân Xô viết giai đoạn 1973-1975, trang bị trên MiG-23, MiG-27 'Flogger' và Su-17M. Sau đó nó được tiếp tục trang bị cho MiG-21 'Fishbed', MiG-29 'Fulcrum', Sukhoi Su-17/20/22 'Fitter', Su-24 'Fencer', Su-25 'Frogfoot' và Su-27 'Flanker'. Nó còn có thể trang bị cho trực thăng tấn công như Ka-50.
Kh-25MP có thể trang bị cho MiG-23/27, Su-17/22, Su-24 và Su-25.

## Biến thể
NATO phân loại mọi biến thể trong dòng Kh-25 là AS-10 'Kerry' ngoài biến thể chống radar. Chữ "M" nghĩa là "Modulnaya" - mô-đun (đầu dò).
- Kh-25 (Izdeliye 71) - biến thể dẫn đường bằng laser đầu tiên
- Kh-25L/Kh-25ML - dẫn đường bằng laser bán chủ động[3]
- Kh-25MA - dẫn đường bằng radar chủ động, được chào hàng xuất khẩu năm 1999[3]
- Kh-25MAE - Kh-25MA nâng cấp năm 2005[3]
- Kh-25MS - dẫn đường bằng vệ tinh (GPS hay tương đương)[3]
- Kh-25MT - dẫn đường bằng TV[3]
- Kh-25MTP - dẫn đường bằng hồng ngoại[3]
- Kh-25R/Kh-25MR - dẫn đường bằng radio[3]
- Kh-25MP (AS-12 'Kegler') - biến thể chống radar[4]
- Kh-25MPU (AS-12 'Kegler') - Kh-25MP nâng cấp[4]

Đạn huấn luyện có chữ cái "U":
- Kh-25MUL - Kh-25ML dùng cho huấn luyện chiến đấu[1]
- Kh-25ML-UD - tên lửa huấn luyện chức năng[1]
- Kh-25ML-UR - tên lửa huấn luyện theo bộ phận[1]

## Các vũ khí tương đương
- Kh-23M (AS-7 'Kerry') - loại tên lửa tiền nhiệm của Kh-25, có công nghệ "backported" từ Kh-25
- Kh-29 (AS-14 'Kedge') - mang hệ thống dẫn đường laser của Kh-25 trên một đầu đạn lớn
- Kh-59 (AS-13 'Kingbolt') - Kh-25 tầm xa, với đầu đạn lớn và dẫn đường bằng TV
- Kh-38 - loại tên lửa kế vị của Kh-25
- AGM-65 Maverick - tên lửa có trọng lượng, hệ thống dẫn đường và đầu đạn tương tự của Mỹ
- AGM-45 Shrike - tên lửa tương đương của Mỹ đối với biến thể chống radar Kh-25MP